# Французько-сомалійські відносини

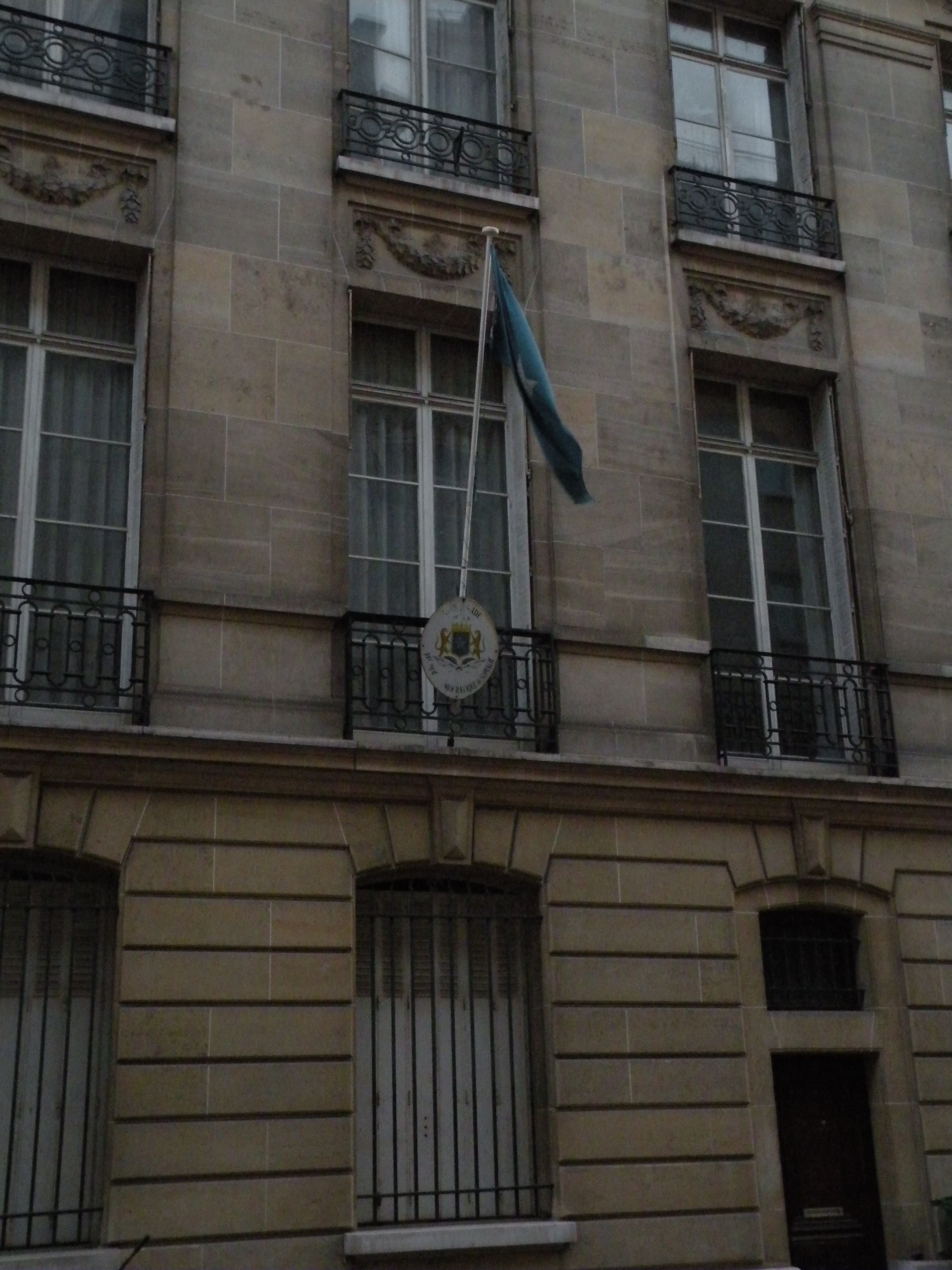
Посольство Сомалі в Парижі

Французько-сомалійські відносини — це двосторонні відносини між Францією та Сомалі.

## Історія
Двосторонні відносини між Францією та Сомалі були встановлені незадовго після проголошення незалежності Сомалі. Французький уряд відкрив посольство в Могадішо, а сомалійський — у Парижі. Пізніше французьке посольство припинило свою діяльність у червні 1993 року через початок громадянської війни в Сомалі. У наступні роки Франція підтримувала дипломатичні відносини з сомалійським тимчасовим національним урядом та його наступником Перехідним федеральним урядом. Держава також підтримала місцеві мирні ініціативи Європейського Союзу та міжнародної спільноти.
Французька влада тепло відреагувала на подальше створення федерального уряду Сомалі у серпні 2012 року, а також підтвердила постійну підтримку Францією уряду Сомалі, її територіальної цілісності та суверенітету.
Відповідно до французького перепису населення 2006 року зазначено, що у Франції проживає 1373 мешканці сомалійського походження.

## Дипломатичні місії
Після значно покращеної безпекової ситуації уряд Франції в січні 2014 року призначив Ремі Марешо новим послом Франції в Сомалі. Нинішнім послом Франції в Сомалі є пан Антуан Сіван, акредитований у липні 2017 року.